# Anafotída
Anafotída är en ort i Cypern.   Den ligger i distriktet Eparchía Lárnakas, i den östra delen av landet, 40 km söder om huvudstaden Nicosia. Anafotída ligger 93 meter över havet och antalet invånare är 683. Den ligger på ön Cypern.
Terrängen runt Anafotída är platt åt sydost, men åt nordväst är den kuperad.  Närmaste större samhälle är Larnaca, 18,2 km nordost om Anafotída. 
Klimatet i området är subalpint. Årsmedeltemperaturen i trakten är 21 °C. Den varmaste månaden är augusti, då medeltemperaturen är 32 °C, och den kallaste är februari, med 11 °C. Genomsnittlig årsnederbörd är 480 millimeter. Den regnigaste månaden är december, med i genomsnitt 113 mm nederbörd, och den torraste är augusti, med 1 mm nederbörd.